# Sphaerokodisis australis
Sphaerokodisis australis is een zachte koraalsoort uit de familie Isididae. De koraalsoort komt uit het geslacht Sphaerokodisis. Sphaerokodisis australis werd in 1911 voor het eerst wetenschappelijk beschreven door Thomson & Mackinnon. 